# Sympycnus simplex
Sympycnus simplex är en tvåvingeart som beskrevs av de Meijere 1916. Sympycnus simplex ingår i släktet Sympycnus och familjen styltflugor. Inga underarter finns listade i Catalogue of Life.